# Medievol
Medievol: The Browser Game es un juego multijugador masivo en línea de estrategia medieval desarrollado por la empresa española Integra Media Digital. El juego está implementado en el lenguaje de programación PHP, requiriendo únicamente un navegador común para poder jugarlo. Cada escenario de juego, denominado mundo de juego, permite que se enfrenten simultáneamente hasta 20.000 jugadores. El primer mundo apareció en el 2007 en España. Actualmente solo existe versión española del juego pero ya está en desarrollo versiones en diferentes idiomas como inglés, chino, francés y alemán. Periódicamente se añaden nuevos mundos al juego. El de más reciente aparición en la versión en español Medievol Versión Española es el mundo 8, activo desde el 14 de abril de 2011.
Precisamente el día del lanzamiento del mundo 5, el 24 de enero de 2009, se produjo el hecho más importante de la corta historia de Medievol, los desarrolladores introdujeron una nueva versión repogramada por completo, con muchas novedades en cuanto a jugabilidad y lo más aparente, un cambio de diseño realmente espectacular pasando de un diseño muy vulgar a un diseño realmente espectacular con imágenes en 3D. Este nuevo diseño del juego fue realizado por RSA Artwork empresa de diseño ubicada en Córdoba, Argentina.

## El Juego
Medievol: The Browser Game es un juego de estrategia medieval en tiempo real, en el que miles de usuarios compiten a la vez en mundos virtuales simulados en la Edad Media. Cada jugador tiene un reino que está compuesto por ciudades y asentamientos, aunque lógicamente de inicio solo tiene una ciudad. Posteriormente los reinos se agrupan en imperios, creando una comunidad enorme.
Para avanzar en Medievol necesitas hacer acopio de muchos recursos, hay de cuatro tipos, Metal, Madera, Piedra y Oro. Cada recursos se produce en un edificio distinto y solo se consiguen en las ciudades, en los asentamientos solo los podemos acumular.
El objetivo del juego consiste en estar lo más arriba posible de la clasificación. Hay varias, la de ejércitos, la general y la de batallas, tanto de reinos como de imperios. Además existe un Hall of Fame para medir quien ha sido el mejor jugador con el paso del tiempo ya que las otras clasificaciones vas bajando o subiendo, ya que se pueden perder puntos.